# گوزن فارس
گوزن فارس، روستایی است از توابع بخش بهاران شهرستان گرگان در استان گلستان ایران.
این روستا در ۲۴ کیلومتری شمال شرق گرگان واقع می‌باشد. شغل اکثر مردم این روستا کشاورزی و دامپروری است.
در این روستا قنات‌های متعددی دیده می‌شود و تا مدتی نه چندان دور (سال۱۵) مردم روستا از آب قنات استفاده می‌کردند.
اکثر مردم این روستا با گویش‌های محلی خود حرف می‌زنند اما عده‌ای از بلوچ‌ها و همچنین سیستانی‌ها هم در این روستا سکونت می‌کنند. برخی از بزرگان این روستا ذکر کرده‌اند حدود صد سال پیش در این منطقه باتلاقی بزرگ وجود داشته و گاوچرانانی که در این ناحیه بودند به این منطقه باتلاقی گاوزن یعنی «محلی که گاوها در آن فرومی‌روند»، می‌گفتند و در حال حاضر نیز اثرات آن قابل مشاهده هست، کم‌کم و به مرور زمان و با ساکن شدن برخی از فارسی زبانان نام این منطقه به گوزن فارس تغییر یافت.

## جمعیت
این روستا در بخش بهاران قرار داشته و براساس سرشماری سال ۱۳۹۵جمعیت آن ۱٬۵۰۴نفر (۳۱۰خانوار) بوده‌است.
اقوام این روستا مهاجر بوده و روستاهای اطراف به این روستا مهاجرت کرده‌اند.بزرگترین خاندان این روستا الازمنی نوده ها هستند.از جمله اقوام دیگر این روستا می‌توان به خاندان ملک , نعمتی ، خلیلی، الازمنی نوده، زینلی، اورسجی، نسرکانی، حاجیلری و ابراهیمی و ...اشاره کرد.